# Gałczynek
Gałczynek – wieś w Polsce położona w województwie wielkopolskim, w powiecie słupeckim, w gminie Orchowo.
W latach 1975–1998 miejscowość administracyjnie należała do województwa konińskiego.
We wsi znajduje się zabytkowa drewniana chata (z XVIII w.) wpisana do krajowego rejestru zabytków pod numerem 379/121 z 10.12.1984 roku.